# Cruciaal jaar
Cruciaal jaar ("Año crucial" in het Spaans) is een term die in de Spaanse geschiedschrijving wordt gebruikt om het jaar 1492 aan te duiden, dat als cruciaal wordt beschouwd in de geschiedenis van het moderne Spanje.

## Geschiedenis
Het cruciale jaar 1492 is het jaar van de verovering van Granada (2 januari) in Andalusië door de troepen van de katholieke koningen Isabella van Castilië en Ferdinand van Aragon, wat het einde van de Reconquista markeerde.
Het jaar zag de verdrijving van Sefardische joden uit Spanje door het Alhambra-decreet (31 maart), dat hen in ballingschap dwong en degenen die bleven veroordeelde tot vervolging van de inquisitie. In totaal gingen tussen 150.000 en 200.000 Joden in ballingschap. Sommigen van hen zouden bijdragen aan de economische ontwikkeling van Nederland, dat vervolgens onder Spaanse overheersing kwam, anderen vestigden zich in de Maghreb, Portugal, Italië of het oostelijke Middellandse Zeegebied. Een paar jaar later werden de Moriscos en andere niet-bekeerlingen op hun beurt verdreven (in 1502, in 1525, vervolgens in 1609).
Het was ook in dit jaar dat de eerste grammatica in de volkstaal in Europa, de Castiliaanse grammatica, werd gepubliceerd door Antonio de Nebrija (18 augustus).
Het is ook het jaar van de ontdekking van Amerika door Christopher Columbus (12 oktober) in naam van de katholieke koningen en het koninkrijk van Spanje, hoewel hij dacht dat hij alleen een nieuwe route naar Indië had ontdekt .

### Herdenking van 500 jaar van het cruciale jaar
1992 werd in Spanje gekenmerkt door tal van feesten en evenementen ter herdenking van het feit dat 500 jaar was verstreken sinds het cruciale jaar:
- De wereldtentoonstelling van Sevilla
- De inhuldiging van de hogesnelheidstrein Madrid-Sevilla (de eerste in Spanje)
- De Olympische Zomerspelen 1992 in Barcelona.
- Europese culturele hoofdstad in Madrid.